# Bourreria brachypoda
Bourreria brachypoda är en strävbladig växtart som beskrevs av Otto Eugen Schulz. Bourreria brachypoda ingår i släktet Bourreria och familjen strävbladiga växter. Inga underarter finns listade i Catalogue of Life.